# Provincia de Arauco
La provincia de Arauco es una de las tres provincias de la Región del Biobío. Limita al norte con la provincia de Concepción, al oriente con la de Biobío y la de Malleco, al sur con la provincia de Cautín y al oeste con el océano Pacífico.

## Historia
A partir del proceso de regionalización de la década de 1970, se crea la Región del Biobío, mediante el decreto ley N.º 1.213 de 27 de octubre de 1975, (publicado en D.O. el 4 de noviembre de 1975) se dividen las regiones del país en provincias: así, la región del Biobío está compuesta por las provincias de Arauco, Biobío y Concepción. Sin perjuicio de lo anterior, los territorios que conforman esta provincia pertenecen a la región histórica de La Araucanía (no debe confundirse con la actual región de La Araucanía). 
En un comienzo, se dispuso que la capital de la provincia fuese la ciudad de Curanilahue. 
En el artículo 1° transitorio se establece:
"En provincia de Arauco, en tanto se logre la implementación necesaria para establecer en Curanilahue su capital, antes del año 1981, continuará como capital de dicha provincia la ciudad de Lebu".
Sin embargo, finalmente se confirma a Lebu, como capital provincial.  

## Estructura
La provincia de Arauco está conformada por siete comunas, las que se indican a continuación. Estas siete municipalidades conforman la Asociación de Municipalidades de la Provincia de Arauco, también conocida como Arauco 7.
| Comuna                    | Superficie | Población |
| ------------------------- | ---------- | --------- |
| Arauco                    | 956 km²    | 36 257    |
| Cañete                    | 760,4 km²  | 34 537    |
| Contulmo                  | 962 km²    | 6031      |
| Curanilahue               | 994 km²    | 32 288    |
| Lebu (capital provincial) | 562,9 km²  | 25 522    |
| Los Álamos                | 599,1 km²  | 21 035    |
| Tirúa                     | 624 km²    | 10 417    |

## Autoridades
Las autoridades son nombradas directamente por el Presidente de la República y se mantienen en su cargo mientras cuenten con su confianza.

### Gobernador Provincial (1990-2021)

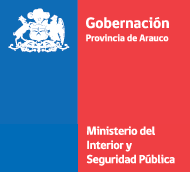
Logotipo de la Gobernación de la Provincia de Arauco hasta 2021.

Los siguientes fueron los gobernadores provinciales de Arauco.
| Gobernador(a)              | Partido             | Partido | Inicio                  | Final                   | Presidente(a)           | Presidente(a)     |
| -------------------------- | ------------------- | ------- | ----------------------- | ----------------------- | ----------------------- | ----------------- |
| Carlos González Anjari     |                     | PS      | 11 de marzo de 1990     | 11 de marzo de 1994     |                         | Patricio Aylwin   |
| Carlos González Anjari     | 11 de marzo de 1994 | PS      | 11 de marzo de 2000     |                         | Eduardo Frei Ruíz-Tagle |                   |
| René Rojas Salinas         |                     | PDC     | 11 de marzo de 2000     | 28 de diciembre de 2001 |                         | Ricardo Lagos     |
| Rodrigo Peñailillo Briceño |                     | PPD     | 28 de diciembre de 2001 | 3 de enero de 2005      |                         | Ricardo Lagos     |
| Álex Matute Johns          |                     | PPD     | 3 de enero de 2005      | marzo de 2005           |                         | Ricardo Lagos     |
| Néstor Matamala Peña       |                     | PS      | marzo de 2005           | 11 de marzo de 2006     |                         | Ricardo Lagos     |
| Álvaro Rivas Rivera        |                     | PPD     | 11 de marzo de 2006     | 1 de junio de 2007      |                         | Michelle Bachelet |
| Rodrigo Daroch Yáñez       |                     | PPD     | 1 de junio de 2007      | 11 de marzo de 2010     |                         | Michelle Bachelet |
| Flor Weisse Novoa          |                     | UDI     | 11 de marzo de 2010     | 27 de agosto de 2013    |                         | Sebastián Piñera  |
| Rafael Lama                |                     | UDI     | 27 de agosto de 2013    | 11 de marzo de 2014     |                         | Sebastián Piñera  |
| Humberto Toro Vega         |                     | PS      | 11 de marzo de 2014     | 11 de marzo de 2018     |                         | Michelle Bachelet |
| María Bélgica Tripailaf    |                     | UDI     | 11 de marzo de 2018     | 25 de abril de 2020     |                         | Sebastián Piñera  |
| Óscar Muñoz Arriagada      |                     | UDI     | 25 de abril de 2020     | 14 de julio de 2021     |                         | Sebastián Piñera  |

### Delegado Presidencial Provincial (Desde 2021)

Logotipo de la Delegación Presidencial Provincial de Arauco desde 2021.

Nuevo cargo que reemplaza la figura de Gobernador provincial.
| Delegado(a)             | Partido | Partido | Inicio              | Final               | Presidente(a) | Presidente(a)    |
| ----------------------- | ------- | ------- | ------------------- | ------------------- | ------------- | ---------------- |
| Mauricio Alarcón Guzmán |         | Ind.    | 14 de julio de 2021 | 11 de marzo de 2022 |               | Sebastián Piñera |
| Javier Ponce Molina     |         | Ind.    | 11 de marzo de 2022 | 22 de abril de 2022 |               | Gabriel Boric    |
| Humberto Toro Vega      |         | PS      | 23 de abril de 2022 | En el cargo         |               | Gabriel Boric    |

## Geografía

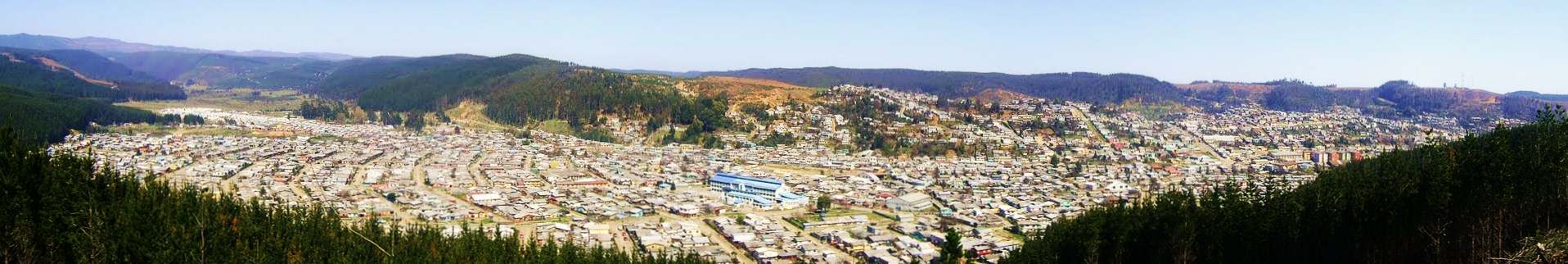
Panorámica de la ciudad de Curanilahue.

La provincia de Arauco está ubicada en un sector de pocas planicies, donde al oriente resalta la cordillera de Nahuelbuta. Al oeste existe una serie de colinas y depresiones que bajan hacia el mar. También cuenta con un buen número de lagos y lagunas, donde destacan los lagos Lanalhue y Lleulleu. Finalmente, cabe destacar la presencia de la isla Mocha hacia el límite sur de la costa provincial.
El clima es mediterráneo con influencia oceánica, los máximos de precipitaciones se registran en el este de la provincia por el efecto orográfico de la cordillera de Nahuelbuta, estas llegan a 1900 mm en Contulmo y a más de 3000 mm en las altas cumbres donde caen en forma sólida entre mayo y septiembre.
| Noroeste: Océano Pacífico | Norte: Provincia de Concepción | Nordeste: Provincia de Biobío |
| Oeste: Océano Pacífico    |                                | Este: Provincia de Malleco    |
| Suroeste: Océano Pacífico | Sur: Provincia de Cautín       | Sureste: Provincia de Malleco |

### Vegetación y fauna

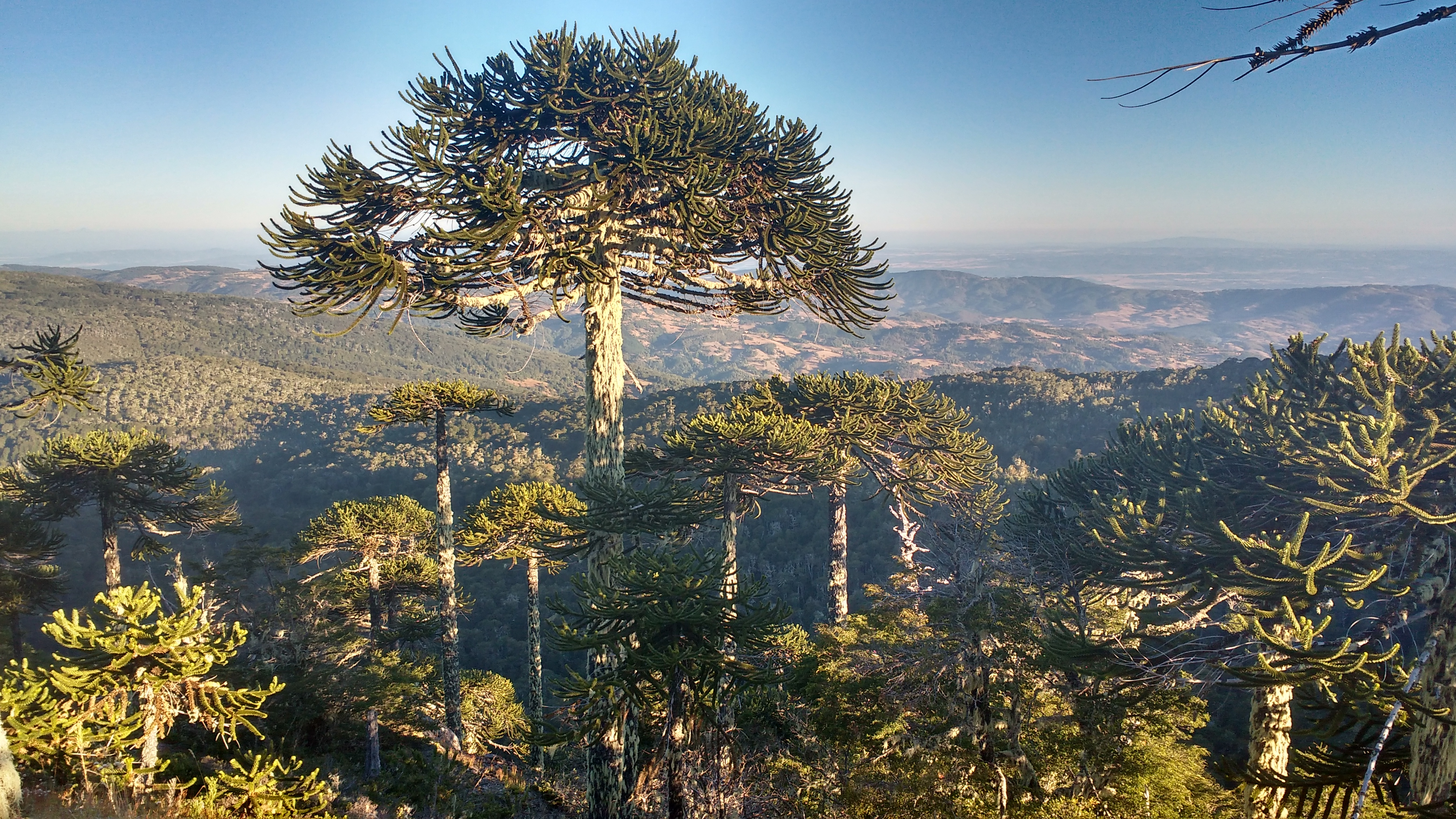
Araucarias presentes en el parque nacional Nahuelbuta.

La provincia de Arauco, junto con las de Malleco y Cautín, posee una extensa reserva de bosque nativo, sobre todo en la zona de Nahuelbuta, donde destacan especies como la araucaria, el boldo, el canelo, entre otros. Asimismo, hay especies animales autóctonas como el puma, el pudú o el huemul.

## Economía
Las principales actividades económicas de la provincia son el sector de servicios en cada comuna, y el sector forestal, en el cual se destaca el Complejo Forestal Horcones de Celulosa Arauco y Constitución, y empresas forestales como Mininco, Volterra, entre otras.
La minería de carbón, anteriormente la actividad económica más importante de Lebu y Curanilahue, se desarrolla de forma muy marginal en esta última ciudad. La empresa dueña del yacimiento de Santa Ana, el más grande de la cuenca del carbón, ha sufrido diversos problemas económicos, y actualmente se encuentra en quiebra. Eso se ha traducido en sueldos impagos a los mineros, quienes han organizado diversas protestas, incluso realizando una toma del mismo pirquén.
Uno de los problemas de los últimos años en la provincia es el alto nivel de desempleo y los índices de pobreza. A principios del año 2010 el porcentaje de habitantes en situación de pobreza llegó a un 39 % en Lebu, 30,9 % en Curanilahue, y 30,2 % en Los Álamos, coincidiendo con el terremoto de ese mismo año. Durante los siguientes años, el desempleo de la provincia fue disminuyendo desde un 12,6 % en 2010, hasta un 7,0 % en 2013.
En 2018, la cantidad de empresas registradas en la provincia de Arauco fue de 1.847. El Índice de Complejidad Económica (ECI) en el mismo año fue de -0,45, mientras que las actividades económicas con mayor índice de Ventaja Comparativa Revelada (RCA) fueron Colegios Profesionales (219,28), Fabricación de Tableros, Paneles y Hojas de Madera para Enchapado (94,1) y Otras Actividades de Servicios Conexas a la Silvicultura (59,12).

## Transporte

### Transporte interurbano
Dentro de la provincia existen diversas líneas de minibuses.

### Rutas

#### Circuito Lafquen Mapu
La principal red vial de la provincia es el Circuito Lafquen Mapu, conformado por las rutas CH-160, P-60-R y P-70. A su vez, este circuito es parte de la Ruta Originaria y de la Ruta Costera.
La ruta CH-160 es la principal vía de la provincia, la cual conecta la capital provincial Lebu con Concepción, pasando por las comunas de Arauco, Curanilahue y Los Álamos.
La ruta P-60-R conecta la localidad de Cerro Alto (intersecándose con la ruta 160) con la comuna de Los Sauces en la región de La Araucanía, pasando por Cañete y Contulmo. A través de esta ruta es posible llegar a Angol y Temuco, además de acceder a cabañas y cámpines en el lago Lanalhue.
La ruta P-70 conecta la comuna de Tirúa con la localidad de Peleco, al sur de Cañete, intersecándose con la ruta P-60-R. A través de esta vía es posible acceder a cabañas y cámpines tanto en el lago Lanalhue como en el Lleulleu.

#### Otras rutas
La ruta P-20, y su extensión la ruta P-22, conectan las distintas localidades de la comuna de Arauco, desde Carampangue (donde se enlaza con la ruta 160), pasando por la misma Arauco, Tubul, Llico, hasta llegar a Punta Lavapié, en el extremo oeste de la comuna.
La Ruta P-40 conecta las comunas de Arauco y Lebu a través de la costa, de forma paralela a la Ruta 160.
Existen diversas vías rurales, de las cuales la P-510 en Antihuala y la P-560 en Cayucupil permiten acceder al parque nacional Nahuelbuta.

### Aeródromos
En la provincia de Arauco se encuentran los siguientes aeródromos:
| Nombre                   | Código OACI | Ubicación  | Comuna | Tipo    |
| ------------------------ | ----------- | ---------- | ------ | ------- |
| Aeródromo Isla Mocha     | SCIM        | Isla Mocha | Lebu   | Público |
| Aeródromo La Playa       | SCLY        | Horcones   | Arauco | Privado |
| Aeródromo Las Misiones   | SCMN        | La Granja  | Cañete | Público |
| Aeródromo Lequecahue     | SCQK        | Tirúa      | Tirúa  | Público |
| Aeródromo Los Pehuenches | SCLB        | Santa Rosa | Lebu   | Público |